# Božja providnost
Božja providnost je Božji zahvat u svijetu; Božji čin uređivanja događaja, njegovo predviđanje, upravljanje i briga za čitav svijet. Vjerovanje u Božju providnost glavno je kršćansko vjerovanje.
Također se koristi kao naziv za Boga. Postoji razlika između "opće providnosti", koja se odnosi na Božje kontinuirano potvrđeno postojanje i prirodni poredak svemira i "posebne providnosti", koja se odnosi na Božje izvanredne intervencije u životu ljudi. 
Riječ dolazi od latinske riječi "providentia" (hrv. "dalekovidnost"). Trenutno značenje riječi je "znanje o budućnosti" ili "sveznanje", za što kršćani vjeruju, da su atributi Boga.
Sveti Augustin uvelike je doprinio kršćanskom nauku o Božjoj providnosti na Zapadu. Sv. Toma Akvinski u djelu Teološka suma razvio je kršćanski nauk o providnosti u srednjem vijeku. Koncept providnosti, kao Božju skrb u svemiru i briga za njegovu budućnost intenzivno su razvijali tomisti, nasljednici Tome Akvinskoga i on sam. Jedan od najistaknutijih suvremenih tomista, dominikanac Reginald Garrigou-Lagrange napisao je studiju o providnosti pod nazivom "Providnost: Božja ljubav i briga za čovjeka i potreba za povjerenjem u Svemogućeg Boga". U studiji, predstavlja i rješava prema katoličkom nauku, najteža pitanja što se odnose na providnost.
U Bibliji se na više mjesta govori o Božjoj providnosti npr.: "Nemojte dakle zabrinuto govoriti: 'Što ćemo jesti?' ili: 'Što ćemo piti?' ili: 'U što ćemo se obući?' Ta sve to pogani ištu. Zna Otac vaš nebeski da vam je sve to potrebno. Tražite stoga najprije Kraljevstvo i pravednost njegovu, a sve će vam se ostalo dodati. Ne budite dakle zabrinuti za sutra. Sutra će se samo brinuti za se. Svaki dan ima dosta svoje muke (Mt 6, 31-36)."